# MTV Video Music Awards 2015

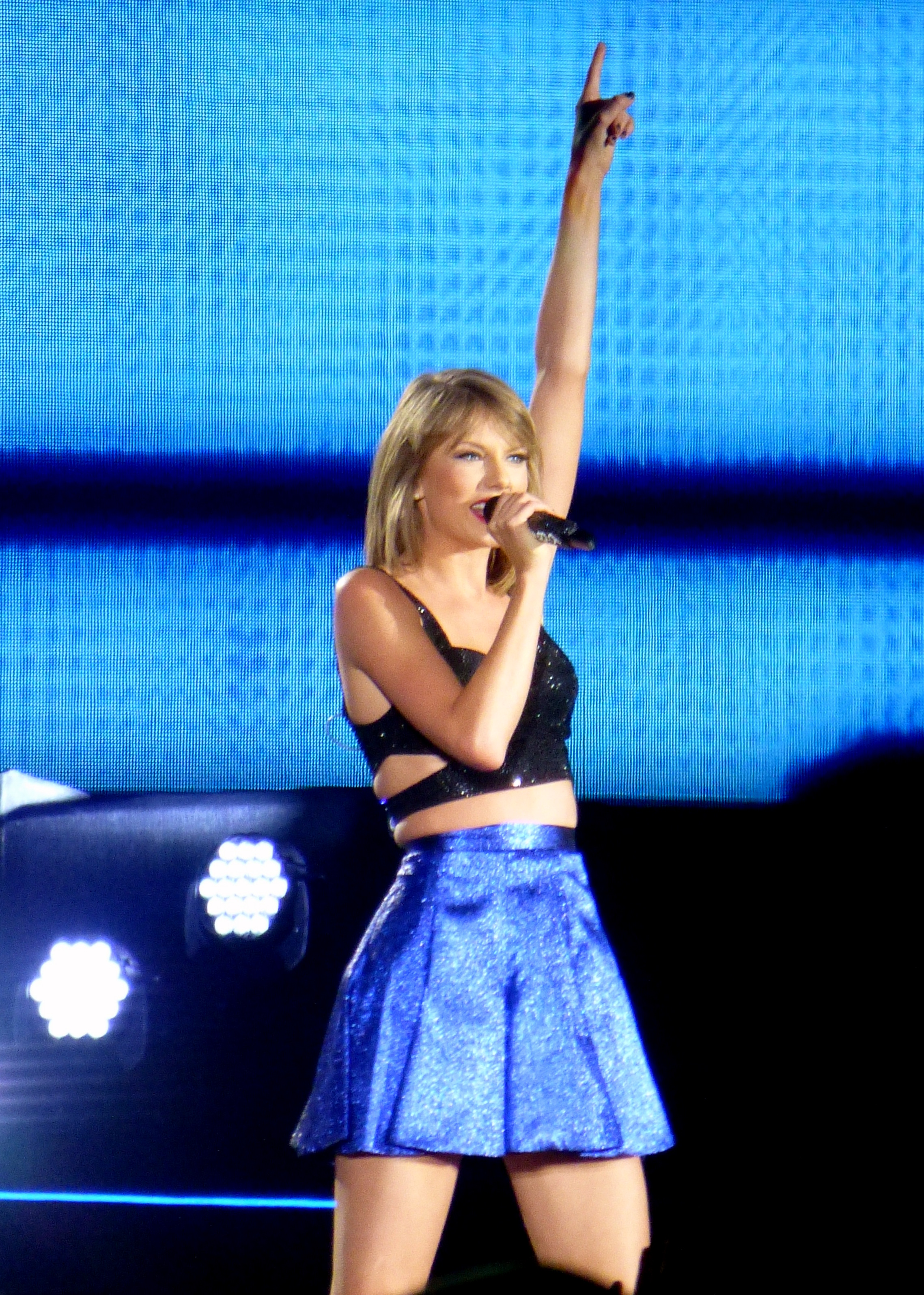
Taylor Swift gewann 4 VMA-Auszeichnungen

Die MTV Video Music Awards 2015 fanden am 30. August 2015 im Microsoft Theater in Los Angeles, Kalifornien statt. Moderiert wurde die Veranstaltung von Miley Cyrus. Die meisten Nominierungen erhielt Taylor Swift mit zehn, gefolgt von Ed Sheeran mit sechs. Den wichtigsten Preis, den für das Video des Jahres, gewann Taylor Swift mit ihrem Musikvideo zu Bad Blood.

## Auftritte

### Vorprogramm
- Walk the Moon – Shut Up and Dance / Different Colors
- Todrick Hall – Uptown Funk / 7/11 / Bad Blood (Coverversionen der Video of the Year-nominierten Songs)
- Nick Jonas – Levels

### Hauptshow
- Nicki Minaj und Taylor Swift – Trini Dem Girls / The Night Is Still Young / Bad Blood
- Macklemore & Ryan Lewis, Eric Nally, Melle Mel, Kool Moe Dee, Grandmaster Caz – Downtown
- The Weeknd – Can’t Feel My Face
- Demi Lovato und Iggy Azalea – Cool for the Summer
- Justin Bieber – Where Are U Now / What Do You Mean?
- Tori Kelly – Should've Been Us
- Pharrell Williams – Freedom
- Twenty One Pilots und ASAP Rocky – HeavyDirtySoul / M$ / Message Man / Lane Boy / LSD
- Miley Cyrus – Dooo It!

## Präsentatoren

### Vorprogramm
- Kelly Osbourne und Sway Calloway (Moderatoren)
- Carly Aquilino, Nessa Diab und Awkwafina (Roter Teppich)
- Kelly Osbourne and Jeremy Scott (Best Rock Video)

### Hauptshow
- Britney Spears (Best Male Video)
- Jared Leto (Ankündigung Auftritt The Weeknd)
- Rebel Wilson (Best Hip-Hop Video)
- Big Sean und Nick Jonas (Best Female Video)
- Hailee Steinfeld (Ankündigung Auftritt Demi Lovato)
- Serayah und Jussie Smollett (Best Video with a Social Message)
- Ne-Yo und Kylie Jenner (Ankündigung Auftritt Tori Kelly)
- Taylor Swift (Michael Jackson Video Vanguard Award)
- John Legend (Ankündigung Auftritt Pharrell Williams)
- Rita Ora und Emily Ratajkowski (Artist to Watch)
- Miguel und Gigi Hadid (Ankündigung Auftritt Twenty One Pilots und ASAP Rocky)
- Ice Cube und O’Shea Jackson, Jr. (Video of the Year)

## Gewinner und Nominierungen
Die Nominierten wurden am 21. Juli 2015 bekanntgegeben.

### Video of the Year
Taylor Swift (featuring Kendrick Lamar) – Bad Blood
- Beyoncé – 7/11
- Kendrick Lamar – Alright
- Mark Ronson (featuring Bruno Mars) – Uptown Funk
- Ed Sheeran – Thinking Out Loud

### Best Male Video
Mark Ronson (featuring Bruno Mars) – Uptown Funk
- Nick Jonas – Chains
- Kendrick Lamar – Alright
- Ed Sheeran – Thinking Out Loud
- The Weeknd – Earned It

### Best Female Video
Taylor Swift – Blank Space
- Beyoncé – 7/11
- Ellie Goulding – Love Me Like You Do
- Nicki Minaj – Anaconda
- Sia – Elastic Heart

### Artist to Watch
Fetty Wap – Trap Queen
- James Bay – Hold Back the River
- George Ezra – Budapest
- FKA Twigs – Pendulum
- Vance Joy – Riptide

### Best Pop Video
Taylor Swift – Blank Space
- Beyoncé – 7/11
- Maroon 5 – Sugar
- Mark Ronson (featuring Bruno Mars) – Uptown Funk
- Ed Sheeran – Thinking Out Loud

### Best Rock Video
Fall Out Boy – Uma Thurman
- Arctic Monkeys – Why'd You Only Call Me When You’re High?
- Florence + the Machine – Ship to Wreck
- Hozier – Take Me to Church
- Walk the Moon – Shut Up and Dance

### Best Hip-Hop Video
Nicki Minaj – Anaconda
- Big Sean (featuring E-40) – I Don’t Fuck with You
- Fetty Wap – Trap Queen
- Kendrick Lamar – Alright
- Wiz Khalifa (featuring Charlie Puth) – See You Again

### Best Collaboration
Taylor Swift (featuring Kendrick Lamar) – Bad Blood
- Ariana Grande & The Weeknd – Love Me Harder
- Jessie J, Ariana Grande & Nicki Minaj – Bang Bang
- Mark Ronson (featuring Bruno Mars) – Uptown Funk
- Wiz Khalifa (featuring Charlie Puth) – See You Again

### Best Direction
Kendrick Lamar – Alright (Regisseure: Colin Tilley und The Little Homies)
- Childish Gambino – Sober (Regisseur: Hiro Murai)
- Hozier – Take Me to Church (Regisseure: Brendan Canty und Conal Thomson)
- Mark Ronson (featuring Bruno Mars) – Uptown Funk (Regisseure: Bruno Mars und Cameron Duddy)
- Taylor Swift (featuring Kendrick Lamar) – Bad Blood (Regisseur: Joseph Kahn)

### Best Choreography
OK Go – I Won’t Let You Down (Choreograph: OK Go, air:man und Mori Harano)
- Beyoncé – 7/11 (Choreograph: Beyoncé, Chris Grant und Gabriel Valenciano)
- Chet Faker – Gold (Choreograph: Ryan Heffington)
- Flying Lotus (featuring Kendrick Lamar) – Never Catch Me (Choreograph: Keone Madrid und Mari Madrid)
- Ed Sheeran – Don’t (Choreograph: Nappytabs)

### Best Visual Effects
Skrillex und Diplo (featuring Justin Bieber) – Where Are Ü Now (Spezialeffekte: Brewer)
- Childish Gambino – Telegraph Ave. (Spezialeffekte: Gloria FX)
- FKA Twigs – Two Weeks (Spezialeffekte: Gloria FX, Tomash Kuzmytskyi, and Max Chyzhevskyy)
- Taylor Swift (featuring Kendrick Lamar) – Bad Blood (Spezialeffekte: Ingenuity Studios)
- Tyler, The Creator – Fucking Young/Death Camp (Spezialeffekte: Gloria FX)

### Best Art Direction
Snoop Dogg – So Many Pros (Art Director: Jason Fijal)
- The Chemical Brothers – Go (Art Director: Michel Gondry)
- Skrillex und Diplo (featuring Justin Bieber) – Where Are Ü Now (Art Director: Brewer)
- Taylor Swift (featuring Kendrick Lamar) – Bad Blood (Art Director: Charles Infante)
- Jack White – Would You Fight for My Love? (Art Director: Jeff Peterson)

### Best Editing
Beyoncé – 7/11 (Editoren: Beyoncé, Ed Burke und Jonathan Wing)
- A$AP Rocky – L$D (Editor: Dexter Navy)
- Ed Sheeran – Don’t (Editor: Jacquelyn London)
- Skrillex und Diplo (featuring Justin Bieber) – Where Are Ü Now (Editor: Brewer)
- Taylor Swift (featuring Kendrick Lamar) – Bad Blood (Editor: Chancler Haynes at Cosmo Street)

### Best Cinematography
Flying Lotus (featuring Kendrick Lamar) – Never Catch Me (Kamera: Larkin Sieple)
- Alt-J – Left Hand Free (Kamera: Mike Simpson)
- FKA Twigs – Two Weeks (Kamera: Justin Brown)
- Ed Sheeran – Thinking Out Loud (Kamera: Daniel Pearl)
- Taylor Swift (featuring Kendrick Lamar) – Bad Blood (Kamera: Christopher Probst)

### Best Video with a Social Message
Big Sean (featuring Kanye West und John Legend) – One Man Can Change the World
- Colbie Caillat – Try
- Jennifer Hudson – I Still Love You
- Rihanna – American Oxygen
- Wale – The White Shoes

### Song of Summer
5 Seconds of Summer – She’s Kinda Hot
- Fetty Wap – My Way
- Fifth Harmony  (featuring Kid Ink) – Worth It
- Selena Gomez (featuring ASAP Rocky) – Good for You
- David Guetta (featuring Nicki Minaj) – Hey Mama
- Demi Lovato – Cool for the Summer
- Major Lazer – Lean On
- Omi – Cheerleader
- Silentó – Watch Me (Whip/Nae Nae)
- Skrillex und Diplo (featuring Justin Bieber) – Where Are U Now
- Taylor Swift – Bad Blood
- The Weeknd – Can’t Feel My Face

### Michael Jackson Video Vanguard Award
- Kanye West